# アスランチェリイ・トハクシノフ

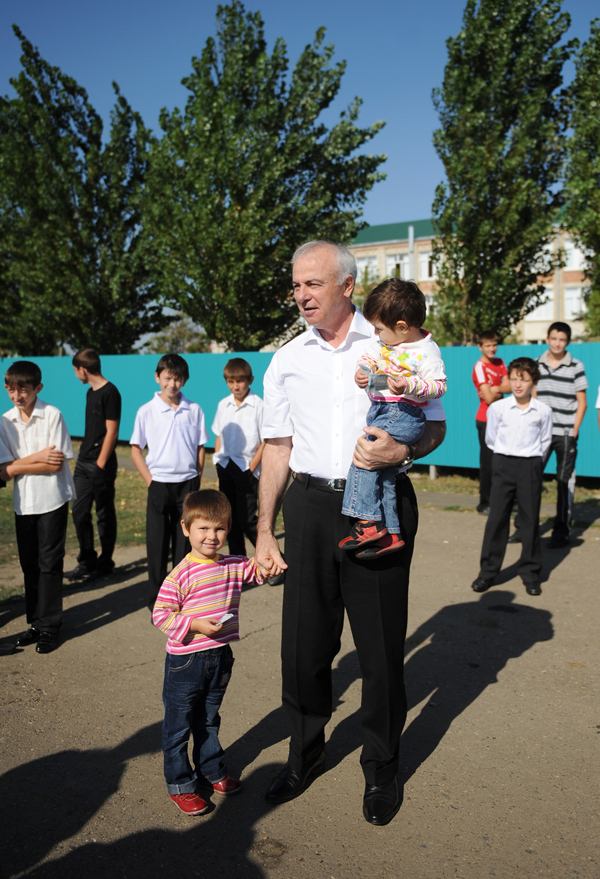
アスランチェリイ・トハクシノフ

アスランチェリイ・キトヴィチ・トハクシノフ（ロシア語: Асланчерий Китович Тхакушинов、アディゲ語: Тхьакӏущынэ Аслъан Кытэ ыкъор、Aslancheriy Kitovich Tkhakushinov、1947年7月12日 - ）は、ロシアの学者、教育者、政治家。マイコープ工科大学学長を経て、2007年から2017年までの約10年間、アディゲ共和国首長（大統領級）を務めた。社会学博士。統一ロシア所属。

## 経歴・概要
1970年アディゲ教育大学文献学部を、1977年体育学部をそれぞれ卒業する。1971年から1983年まで、身体文化・スポーツ委員会を指導した。1983年から1994年までマイコープ職業訓練校で学部長、校長を経て、1994年から2006年までマイコープ工科大学学長を務めた。
トハクシノフは教育者、学者の傍ら、1981年から地方議会（ソビエト）の代議員に選出され、1990年にはアディゲ人民代議員に選出されている。1992年アディゲ共和国最高会議代議員。第一期議会では文化・教育・青年問題委員会議長の後、人道委員会議長を務めた。2000年ロシア大統領選挙と2004年ロシア大統領選挙ではトハクシノフは、ウラジーミル・プーチンの代理人となって選挙運動に当たった。
2002年1月13日アディゲ大統領選挙に立候補したが、7人の候補中、5位で得票率2.6パーセントに終わった。2006年12月6日プーチンはトハクシノフをアディゲ共和国大統領候補に指名し、2007年1月13日に大統領に就任。2007年ロシア下院選挙では、与党統一ロシアの候補者リストに上位で掲載された。2011年5月1日に大統領職が首長に職位名変更。2017年1月12日に退任。
私生活では夫人との間に息子が一人いる。